# Блатець (Сливенська область)
Блате́ць (болг. Блатец) — село в Сливенській області Болгарії. Входить до складу общини Сливен.

## Населення
За даними перепису населення 2011 року у селі проживали 790 осіб.
Національний склад населення села:
| Національність   | Кількість осіб | Відсоток |
| ---------------- | -------------- | -------- |
| болгари          | 623            | 81,0%    |
| цигани           | 140            | 18,2%    |
| турки            | 6              | 0,8%     |
| інша             | 0              | 0%       |
| не визначились   | 0              | 0%       |
| Всього відповіли | 769            |          |

Розподіл населення за віком у 2011 році:
Динаміка населення: